# La Puce et le Grincheux
Pour plus de détails, voir Fiche technique et Distribution.
La Puce et le Grincheux (Little Miss Marker) est une comédie dramatique américaine réalisée par Walter Bernstein et sortie en 1980.

## Synopsis
1934. Dans les faubourgs de New York, Sorrowful Jones est un bookmaker pingre et aigri. Son commerce fructueux se tient dans l'arrière-boutique d'un magasin de bonbons. Son assistant, Regret, se débat avec un parieur, Carter, qui propose de laisser sa petite fille de six ans en gage, en échange de 10 dollars à parier sur une prochaine course. Blackie Ryan et son homme de main arrivent sur ces entrefaites et demandent à Sorrowful un investissement de 50 000 dollars pour une affaire de jeux. Sorrowful n'ose refuser et, troublé, après la visite des deux hommes, accepte de garder la fillette de Carter en gage. Le lendemain, l'inspecteur Brannigan informe Sorrowful du suicide de Carter et la petite fille doit être placée dans un orphelinat. Sorrowful la dissimule et annonce à l'inspecteur qu'il ignore où elle se trouve.
La présence de la petite fille bouleverse la vie de Sorrowful qui l'installe dans une suite d'hôtel. Blackie et Sorrowful ne s'accordent pas, d'autant plus que ce dernier refuse que les tables de jeux soient truquées. Aussi un joueur fait-il sauter la banque... Blackie a l'intention de doper le cheval d'une jeune veuve, Amanda, sans l'en informer. Mais Sorrowful met tout son argent pour sauver le cheval et kidnappe le vétérinaire engagé par Blackie. Complices du bookmaker, les jockeys annulent la course. Blackie, furieux, veut tuer Sorrowful qui lui propose un marché. Pour le bookmaker c'est très important car l'avenir de la petite fille est en jeu.

## Fiche technique
- Titre : La Puce et le Grincheux
- Titre original: Little Miss Marker
- Réalisation : Walter Bernstein
- Scénario : Walter Bernstein
- Costumes : Ruth Morley
- Langue : anglais
- Genre : Comédie dramatique
- Durée : 132 minutes
- Dates de sortie : 
  - États-Unis : 21 mars 1980
  - France : 6 mai 1981
- Affiche : Bill Gold (États-Unis)

## Distribution
- Walter Matthau (VF : André Valmy) : Sorrowful
- Julie Andrews (VF : Michèle Bardollet) : Amanda
- Tony Curtis (VF : Bernard Tiphaine) : Blackie
- Bob Newhart (VF : Claude Joseph) : Regret
- Lee Grant (VF : Monique Morisi) : Le Juge
- Sarah Stimson (VF : Jackie Berger) : Little Miss Marker
- Brian Dennehy  : Herbie
- Jacquelyn Hyde : Lola

## Récompenses
- 1981 : prix spécial du jury et prix de la critique au Festival de Chamrousse[1].